# Bertha av Burgund
 Constance av Arles, född 952, 964 eller 967, död 1010, 1016 eller 1035, var en drottning av Frankrike; gift 996 med sin kusin Robert II av Frankrike.
Hon var dotter till kung Konrad III av Burgund och Matilda av Frankrike. 
Hon gifte sig 983 med greve Odo I av Blois. Då Odo dog 996, ville hennes kusin Robert gifta sig med henne; hans far motsatte sig det på grund av släktskapen, men vid faderns död samma år tog Robert ut skilsmässa från sin maka Susanna av Italien och gifte sig med Bertha. 
På grund av släktskapen förklarade påven Georg V vigseln ogiltig och bannlyste paret. Barnlösheten fick Robert att gå med på att upplösa äktenskapet 1000.